# Jamie Woon

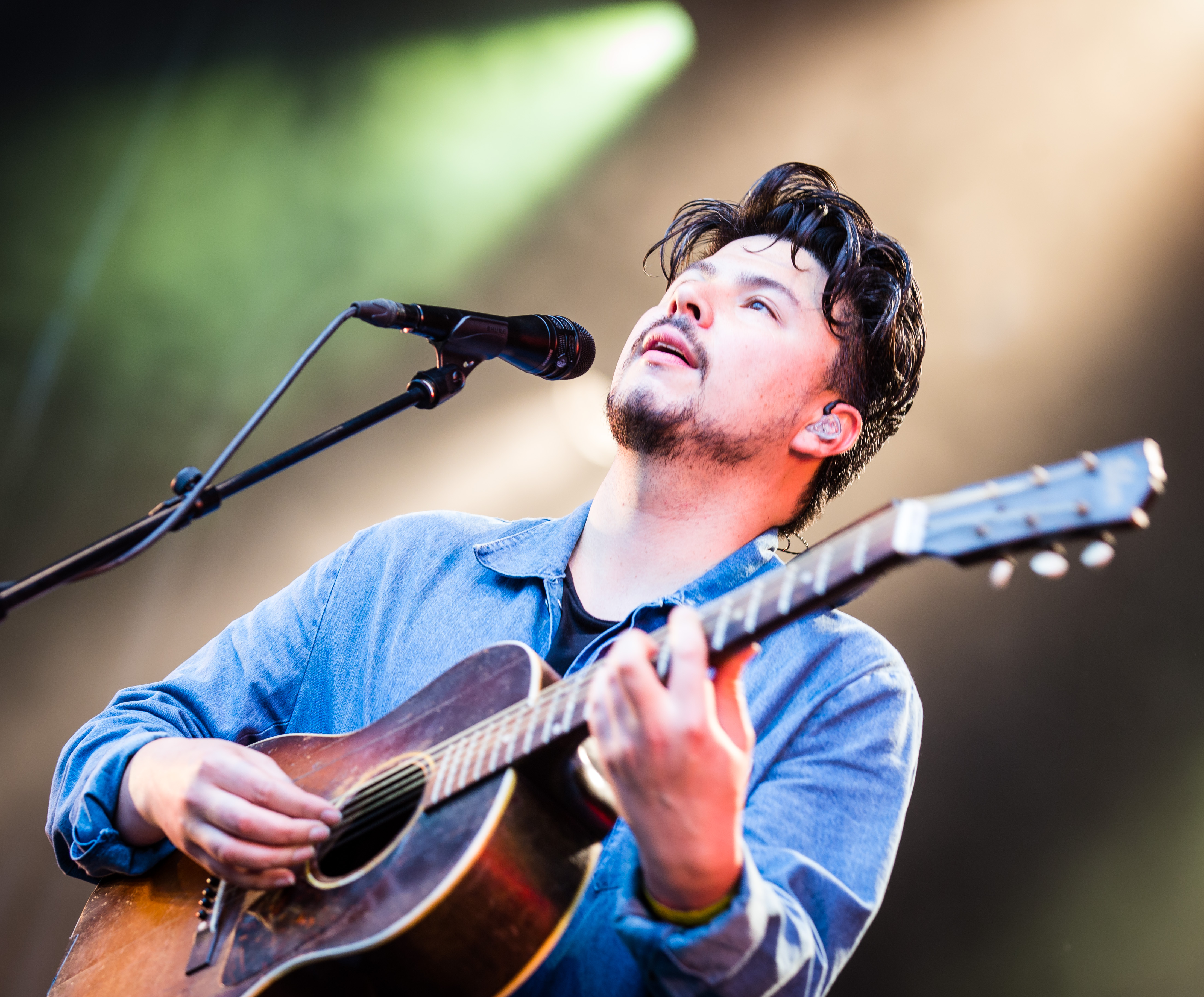
Jamie Woon 2016

Jamie Woon (* 29. März 1983 in London) ist ein britischer Sänger. Musikalisch ist er zwischen Soul, R&B und Deephouse einzuordnen.

## Biografie
Woon hat einen sehr musikalischen Hintergrund. Seine Mutter Mae McKenna ist eine Celtic-Folk-Sängerin und war als Backgroundsängerin bei vielen Hits großer Stars von Blur über Kylie Minogue bis Michael Jackson beteiligt. Sein Onkel Hugh McKenna ist Keyboarder der Sensational Alex Harvey Band. Woon selbst gehörte mit 15 Jahren erstmals einer Band an und besuchte die renommierte Künstlerschmiede BRIT School.
Erstmals auf sich aufmerksam machte er 2006 mit einer selbstproduzierten Aufnahme des Folksongs The Wayfaring Stranger. Ein Remix auf seiner Debütsingle stammt vom Dubstepproduzenten Burial. BBC-DJ Gilles Peterson nahm Woons Version auf einem seiner Compilation-Alben auf.
Es folgten Gesangsbeiträge für andere Musiker und ein weiterer Compilation-Beitrag, bevor er 2010 seine zweite eigene Single mit dem Titel Night Air produzierte und über sein eigenes Label veröffentlichte. Ende des Jahres schaffte es das Lied bis in die Top 75 der UK-Charts und verschaffte ihm einen Vertrag mit Polydor. Von Musikexperten wurde er daraufhin bei der BBC-Umfrage Sound of 2011, die den Durchbruch für das folgende Jahr prognostiziert, auf Platz 4 gewählt.
Woons Debütalbum Mirrorwriting ist im April 2011 erschienen.

## Trivia
Seine Single „Night Air“ ist in der sechsten Episode der zweiten Staffel der US-amerikanischen Serie How to Make It in America zu hören.

## Diskografie
Alben
- Mirrorwriting (2011)
- Making Time (2015)

Singles
- The Wayfaring Stranger (2006)
- Night Air (2010)
- Lady Luck (2011)